# Thomas Cranmer
Thomas Cranmer (Aslockton, 2 luglio 1489 – Oxford, 21 marzo 1556) è stato un arcivescovo anglicano inglese, arcivescovo di Canterbury sotto i regni dei sovrani inglesi Enrico VIII ed Edoardo VI.

## Biografia
Era arcidiacono di Taunton.

Fu consacrato arcivescovo cattolico di Canterbury il 30 marzo 1533. Fu poi scomunicato provvisoriamente, insieme con il re Enrico VIII, il 30 luglio da papa Clemente VII, che chiese di annullare le nozze del sovrano con Anna Bolena entro fine settembre, e quindi scomunicato definitivamente dalla Chiesa cattolica per eresia. Divenne così il primo arcivescovo della chiesa anglicana.
Il suo nome è legato alla redazione della prima edizione del Libro delle preghiere comuni (Book of Common Prayer), pubblicato nel 1549, che pose le basi della liturgia anglicana e che costituisce un'opera fondamentale per la sua influenza sull'evoluzione della lingua inglese. Condannato per eresia sotto il regno di Maria la Cattolica, fu deposto nel 1555 nonostante dapprima si fosse sottomesso al volere della regina e in seguito avesse apertamente ritrattato, abbandonando così il sostegno alla Chiesa anglicana. Fu arso vivo a Oxford nel 1556.
Prima che la sentenza venisse eseguita, Cranmer fu invitato a leggere una abiura definitiva, ma sul pulpito, il giorno dell’esecuzione, concluse il sermone in modo inaspettato, rinnegando le precedenti ritrattazioni e annunciando che la sua mano sarebbe stata arsa per prima, in segno di punizione per averle scritte. Quindi disse: “Quanto al papa, lo respingo come nemico di Cristo e come Anticristo con tutta la sua falsa dottrina”. Condotto al patibolo, eseguì la promessa spingendo la mano al centro del fuoco urlando: “Questa mano ha offeso!”.
Cranmer è considerato un martire della Riforma protestante, e la Comunione Anglicana ha fissato per la sua commemorazione la data del 21 marzo, giorno della sua morte.

## Genealogia episcopale e successione apostolica
La genealogia episcopale è:
- Cardinale Vital du Four
- Arcivescovo John de Stratford
- Vescovo William Edington
- Arcivescovo Simon Sudbury
- Vescovo Thomas Brantingham
- Vescovo Robert Braybrooke
- Arcivescovo Roger Walden
- Vescovo Henry Beaufort
- Cardinale Thomas Bourchier
- Arcivescovo John Morton
- Vescovo Richard Foxe
- Arcivescovo William Warham
- Vescovo John Longland
- Arcivescovo Thomas Cranmer

La successione apostolica è:
- Vescovo Thomas Goodrich (1534)
- Vescovo Rowland Lee (1534)
- Vescovo John Salcot, O. Carm. (1534)
- Vescovo Robert Warton (1536)
- Vescovo George Day (1543)